# Edi Bucovaz
Edi Bucovaz, slovenski glasbenik in pevec, * 18. april 1926, Kozica pri Šentenartu, Beneška Slovenija, Italija, † 22. avgust 2008.

## Življenjepis
Osnovno šolo je obiskoval v svojem rojstem kraju, nato pa je šel v Čedad v trgovsko šolo. Leta 1943 se je pridružil partizanom. Januarja 1945 so ga zajeli Nemci in ga, potem ko je bil mesec dni zaprt v goriških zaporih, odpeljali v koncentracijsko taborišče Dachau, kjer je dočakal konec vojne. Po njej se je zaposlil na takratnem Radiu Ljubljana, kjer je od leta 1951 vodil oddajo »Za Beneške Slovence«. Prav za namen te oddaje je leta 1952 ustanovil ansambel Beneški fantje. S svojim žametnim glasom je postal prava legenda slovenske narodnozabavne glasbe in v šestinpetdesetih letih delovanja z zasedbo kot pevec nastopil na več kot 11.000 koncertih, veselicah in drugih nastopih. Z Beneškimi fanti je Bucovaz posnel več kot 200 skladb. Zadnjič je javno nastopil 13. julija 2008 na koncertu v Ormožu.